# Daniil Olegowitsch Dilman
Daniil Olegowitsch Dilman (russisch Даниил Олегович Дильман, wiss. Transliteration Daniil Olegovič Dil'man; * 26. Februar 1996 in Nowosibirsk) ist ein russischer Snowboarder. Er startete im Snowboardcross.

## Werdegang
Dilman nahm  im Dezember 2011 in Telluride erstmals am Snowboard-Weltcup teil, wobei er den 64. Platz errang. Im folgenden Jahr kam er bei den Juniorenweltmeisterschaften in der Sierra Nevada auf den 16. Platz. In der Saison 2012/13 belegte er bei den Snowboard-Weltmeisterschaften 2013 im Stoneham den 45. Platz und bei den Juniorenweltmeisterschaften 2013 in Erzurum den 17. Rang. Zudem fuhr er beim Europäischen Olympischen Winter-Jugendfestival 2013 in Predeal auf den 56. Platz im Parallel-Riesenslalom und auf den neunten Rang im Snowboardcross. In den folgenden Jahren gewann er bei den Juniorenweltmeisterschaften 2014 in Chiesa in Valmalenco die Silbermedaille im Teamwettbewerb sowie die Goldmedaille im Einzel und bei den Juniorenweltmeisterschaften 2015 in Yabuli die Bronzemedaille im Teamwettbewerb sowie die Goldmedaille im Einzel. Außerdem belegte er bei den Snowboard-Weltmeisterschaften 2015 am Kreischberg den 22. Platz und bei der Winter-Universiade 2015 in der Sierra Nevada den sechsten Rang. In der Saison 2015/16 erreichte er mit Platz acht in Sunny Valley sowie Rang zehn in Veysonnaz seine ersten Top-Zehn-Platzierungen im Weltcup und zum Saisonende mit dem 26. Platz im Snowboardcross-Weltcup sein bestes Gesamtergebnis. Bei den Juniorenweltmeisterschaften 2016 in Rogla wurde er Vierter. In der folgenden Saison errang er mit Platz sechs in Feldberg seine bisher Platzierung im Weltcup und bei den Snowboard-Weltmeisterschaften 2017 in der Sierra Nevada den 22. Platz. Bei den Olympischen Winterspielen im Februar 2018 in Pyeongchang kam er auf den 31. Platz. In der Saison 2018/19 fuhr er bei den Snowboard-Weltmeisterschaften 2019 in Solitude auf den 41. Platz im Einzel sowie auf den 14. Rang im Teamwettbewerb und holte bei der Winter-Universiade 2019 in Krasnojarsk die Silbermedaille. In der Saison 2020/21 wurde er russischer Meister im Snowboardcross-Teamwettbewerb und belegte bei den Snowboard-Weltmeisterschaften 2021 in Idre den 31. Platz im Einzel sowie den 13. Rang im Teamwettbewerb.

## Teilnahmen an Weltmeisterschaften und Olympischen Winterspielen

### Olympische Winterspiele
- 2018 Pyeongchang: 31. Platz Snowboardcross

### Snowboard-Weltmeisterschaften
- 2013 Stoneham: 45. Platz Snowboardcross
- 2015 Kreischberg: 22. Platz Snowboardcross
- 2017 Sierra Nevada: 22. Platz Snowboardcross
- 2019 Solitude: 14. Platz Snowboardcross Team, 41. Platz Snowboardcross
- 2021 Idre: 13. Platz Snowboardcross Team, 31. Platz Snowboardcross

## Weltcup-Gesamtplatzierungen
| Saison  | Snowboardcross | Snowboardcross |
| Saison  | Punkte         | Platz          |
| ------- | -------------- | -------------- |
| 2011/12 | 77             | 60.            |
| 2012/13 | 149            | 54.            |
| 2014/15 | 130            | 36.            |
| 2015/16 | 842,2          | 26.            |
| 2016/17 | 512,3          | 31.            |
| 2017/18 | 273,9          | 53.            |
| 2018/19 | 47,7           | 55.            |
| 2021/22 | 3              | 57.            |